# 福井インターチェンジ
福井インターチェンジ（ふくいインターチェンジ）は、福井県福井市稲津町にある北陸自動車道のインターチェンジである。

## 歴史
- 1975年（昭和50年）9月9日 - 北陸自動車道の丸岡IC - 当IC間の開通に伴い[2][4]、供用開始[1]。
- 1976年（昭和51年）11月2日 - 当IC - 武生IC間が開通[2][4]。

## 道路
- E8 北陸自動車道（8番）
- 接続する道路：国道158号[1]

## 料金所
- ブース数：8

### 入口
- ブース数：3
  - ETC専用：1
  - ETC/一般：1
  - 一般 : 1

### 出口
- ブース数：5
  - ETC専用：2
  - 一般：3

## バスストップ
国道158号上り線（西行）歩道に接するランプ転回路に設置している。一旦料金所を出て再度本線へ戻るため、当停留所下車前には押しボタン、あるいは口頭で乗務員へその旨通知する必要がある。
- 京福バス　55 大野線（花山経由）「栂野」下車。福井駅（西口）行き乗り場からすぐの位置にあり、向かい側にある越前大野駅（大野市）方面乗り場とは地下道にて連絡する[要出典]。

### 停車する高速バス
いずれも市内の福井駅東口を発着する便で、県内相互間の乗降は出来ず、東京都にある各停留所との乗降に限られる。
- ドリーム福井号（京福バス・福井鉄道）
- 青春ドリーム福井号（JRバス関東）
- 福井-東京線「昼特急」（京福バス・福井鉄道）

## 周辺
- 福井県済生会病院
- 福井市消防局・東消防署
- 福井テレビジョン放送本社
- 道の駅一乗谷あさくら水の駅
- 福井県立一乗谷朝倉氏遺跡博物館
- 福井市立美術館
- 福井県立図書館

## 隣
E8 北陸自動車道
(7)鯖江IC - 北鯖江PA - (8)福井IC - (9)福井北JCT・IC